# World Port Tournament 2013
Het World Port Tournament 2013 was de 14e editie van dit tweejaarlijkse honkbaltoernooi dat door de Stichting Rotterdam Baseball werd georganiseerd in het  Neptunus familiestadion in Rotterdam. 
De editie van 2013 werd gehouden van 30 juni tot en met 7 juli. De deelnemers, alle vier nationale selecties, kwamen tweemaal tegen elkaar uit waarna de beste twee teams in de finale om de zege streden. Het Taiwanees honkbalteam was de titelhouder. Taiwan haalde de finale niet, waarna het Cubaans honkbalteam kampioen werd door in de finale het  Nederlands honkbalteam te verslaan.

## Deelnemende teams
| Cuba      |
| Curaçao   |
| Nederland |
| Taiwan    |

## Groepsfase

### Eindstand
| # | Team      | W | V | Beslissing * |
| - | --------- | - | - | ------------ |
| 1 | Cuba      | 4 | 2 |              |
| 2 | Nederland | 4 | 2 |              |
| 3 | Taiwan    | 3 | 3 |              |
| 4 | Curaçao   | 1 | 5 |              |

### Wedstrijden
| Datum   | Team 1    | Uitslag | Team 2    |
| ------- | --------- | ------- | --------- |
| 30 juni | Cuba      | 3 - 0   | Curaçao   |
| 30 juni | Nederland | 7 - 2   | Taiwan    |
| 1 juli  | Nederland | 7 - 0   | Cuba      |
| 1 juli  | Taiwan    | 4 - 2   | Curaçao   |
| 2 juli  | Nederland | 2 - 3   | Curaçao   |
| 3 juli  | Nederland | 0 - 4   | Cuba      |
| 3 juli  | Curaçao   | 2 - 5   | Taiwan    |
| 4 juli  | Cuba      | 3 - 1   | Taiwan    |
| 5 juli  | Nederland | 5 - 4   | Curaçao   |
| 5 juli  | Taiwan    | 2 - 1   | Cuba      |
| 6 juli  | Taiwan    | 3 - 0   | Nederland |
| 6 juli  | Curaçao   | 0 - 11  | Cuba      |

## Finale
| Datum  | Winnaar | Uitslag | Finalist  |
| ------ | ------- | ------- | --------- |
| 7 juli | Cuba    | 4 - 0   | Nederland |

1985 · 1987 · 1989 · 1991 · 1993 · 1995 · 1997 · 1999 · 2001 · 2003 · 2007 · 2009 · 2011 · 2013 · 2015 · 2017 · 2019